# Folkatorp
Folkatorp är en småort i Kumla socken i Kumla kommun i Örebro län. 